# Nanorana arnoldi
Nanorana arnoldi är en groddjursart som först beskrevs av Dubois 1975.  Nanorana arnoldi ingår i släktet Nanorana och familjen Dicroglossidae. Inga underarter finns listade i Catalogue of Life.
Detta groddjur förekommer i norra Myanmar och i angränsande regioner av Kina. Det vistas i bergstrakter mellan 900 och 2100 meter över havet. Arten lever främst i och nära vattendrag i skogar. Den hittades även intill källor vid risodlingar. Äggen läggs i vattenansamlingar under stenar.
Flera exemplar fångas och äts av lokalbefolkningen. Ett annat hot är skogsbruk samt landskapsförändringar när odlingsmark etableras. Nanorana arnoldi är ganska sällsynt. IUCN kategoriserar arten globalt som nära hotad.